# زیردریایی کلاس مینرو
سابمارین کلاس مینرو (به انگلیسی: Minerve-class submarine) یک کلاس از زیردریایی است که طول آن ۶۸٫۱ متر (۲۲۳ فوت ۵ اینچ) می‌باشد.